# Арена (Вісконсин)
Арена (англ. Arena) — селище (англ. village) в США, в окрузі Айова штату Вісконсин. Населення — 844 особи (2020).

## Географія
Арена розташована за координатами 43°9′49″ пн. ш. 89°54′27″ зх. д. / 43.16361° пн. ш. 89.90750° зх. д. (43.163616, -89.907390).  За даними Бюро перепису населення США в 2010 році селище мало площу 2,99 км², з яких 2,97 км² — суходіл та 0,01 км² — водойми.

## Демографія
Згідно з переписом 2010 року, у селищі мешкали 834 особи в 323 домогосподарствах у складі 220 родин. Густота населення становила 279 осіб/км².  Було 354 помешкання (119/км²).
Расовий склад населення:
| - 97,8 % — білих - 0,5 % — азіатів - 0,2 % — вихідців з тихоокеанських островів - 0,2 % — чорних або афроамериканців - 0,1 % — корінних американців |

До двох чи більше рас належало 0,6 %. Частка іспаномовних становила 1,8 % від усіх жителів.
За віковим діапазоном населення розподілялося таким чином: 29,6 % — особи молодші 18 років, 62,5 % — особи у віці 18—64 років, 7,9 % — особи у віці 65 років та старші. Медіана віку мешканця становила 33,4 року. На 100 осіб жіночої статі у селищі припадало 102,9 чоловіків;  на 100 жінок у віці від 18 років та старших — 97,6 чоловіків також старших 18 років.
Середній дохід на одне домашнє господарство  становив 54 843 долари США (медіана — 50 000), а середній дохід на одну сім'ю — 63 281 долар (медіана — 62 614). Медіана доходів становила 43 875 доларів для чоловіків та 34 107 доларів для жінок. За межею бідності перебувало 11,7 % осіб, у тому числі 19,7 % дітей у віці до 18 років та 11,6 % осіб у віці 65 років та старших.
Цивільне працевлаштоване населення становило 374 особи. Основні галузі зайнятості: виробництво — 26,2 %, освіта, охорона здоров'я та соціальна допомога — 19,0 %, науковці, спеціалісти, менеджери — 11,5 %, роздрібна торгівля — 10,2 %.